# Dicranomyia lachesis
Dicranomyia lachesis är en tvåvingeart som beskrevs av Evgenyi Nikolayevich Savchenko 1983. Dicranomyia lachesis ingår i släktet Dicranomyia och familjen småharkrankar. Inga underarter finns listade i Catalogue of Life.